# Универзитет у Џуби
Универзитет у Џуби (арап. جامعة جوبا‎ и енгл. Juba National University, University of Juba) или Национални универзитет у Џуби је високошколска установа са седиштем у северном делу Картума главног града Судана. Основан је 1977. године због потребе студената из Јужног Судана да се факултетски образују. Име је добио по главном граду Јужног Судана - Џуби, а 2006. године променио је назив у „Национални универзитет у Џуби“.
Ректор универзитета је проф. др Агреј Абате. Ова установа је у процесу премештања из Картума у Џубу. Настава се обавља на енглеском језику.

## Факултетети
Универзитет у Џуби састоји се од 12 факултета:
- Факултет за примењене и индустријске науке
- Факултет за уметност и друштвене науке
- Факултет уметности, музике и глуме
- факултет друштвених студија и руралног развоја
- Факултет за рачунарске науке и информационе технологије
- Учитељски факултет
- Факултет инжењерства и архитектуре
- Правни факултет
- Медицински факултет
- Факултет за природне ресурсе и животну средину
- Факултет за менаџмент
- Факултет друштвених и економских наука